# Zapolyarny (huyện)
Zapolyarny (tiếng Nga: Заполя́рный райо́н) là 1 huyện hành chính thuộc Khu tự trị Nenets. Nó bao gồm tất cả các khu tự trị, ngoại trừ thị trấn bị bao quanh Naryan-Mar. Huyện có diện tích là 170.000km2 (Lớn hơn thành phố Naryan-Mar) và dân số 20.432 (Ít dân số hơn thành phố Naryan-Mar). Trung tâm huyện là Istakeley.